# 蝙蝠俠：開戰時刻
是一部於2005年上映的超級英雄電影，克里斯多福·諾蘭執導，同時他也身兼編劇及監製。劇情改編自DC漫畫旗下的角色蝙蝠俠，劇情著重於探索蝙蝠俠內心深處感情與動機。電影是諾蘭所執導的黑暗騎士三部曲中的首部作品，其續集為2008年發行的電影《黑暗騎士》。由克里斯汀·貝爾飾演「蝙蝠俠」布魯斯·韋恩，其他演員包含麥可·凱恩、凱蒂·荷姆斯、連恩·尼遜與基利安·墨菲等人。
故事主要講述布魯斯·韋恩所經歷的蝙蝠恐懼、目睹父母被殺、以及一步一步成為蝙蝠俠開始的故事，並阻止邪惡反派忍者大師和稻草人試圖摧毀城市的陰謀。當中部分劇情參考了許多蝙蝠俠著名漫畫：《倒地不起的人》、《蝙蝠俠：漫長的萬聖節》、《蝙蝠俠：元年》；其曾經改編過動畫電影。

## 劇情
布魯斯·韋恩八歲時不慎掉進家中庭院的舊水井中，遭受蝙蝠群體攻擊而患上蝙蝠恐懼症，當他隔天陪伴父母湯瑪士和瑪莎·韋恩在劇院觀賞歌舞劇時，因為對裝扮成蝙蝠的表演者感到害怕而拜託父母離場。當韋恩一家從劇院後巷離開時，遭遇路邊搶匪喬·齊爾持槍打劫，布魯斯親眼目睹齊爾槍殺自己的父母。齊爾最終被捕入獄，布魯斯一夜之間變成孤兒，之後由管家阿福·潘尼沃斯撫養。
十四年後，齊爾答應指證高譚市勢力最大的黑手黨老大卡麥·法爾康尼而獲得假釋，當時成年的布魯斯意圖持槍為父母報仇，但齊爾剛出法院就被法爾康尼指派的刺客槍殺滅口。布魯斯從身為檢察官的青梅竹馬瑞秋·道斯得知，齊爾是因城市長期以來的經濟蕭條而赤貧如洗、加上受法爾康尼誘惑才投奔犯罪。瞭解真相的布魯斯對瑞秋坦白他的復仇企圖，但瑞秋感到失望並斥責其亡父會以他為恥。迷失方向的布魯斯隻身會見法爾康尼本人，發現他收買眾多執法人員以及政商名流，由此證實他是以「恐懼」來控制住城市。經過一天的所見所聞，布魯斯搭上船走向世界尋找答案。
幾年下來，布魯斯為了探討犯罪心理而不惜親自犯罪，被逮捕後關進不丹監獄服刑。一日，神秘男子亨利·杜卡佩服布魯斯的膽識而協助他出獄，將他指引至喜馬拉雅山脈的一座宅邸，會見領導著影武者聯盟的神秘武者「忍者大師」。在杜卡的嚴格訓練下，布魯斯開始走出陰霾，逐漸成為一名能屈能伸的精英武術家，最後通過克服恐懼的最終試煉。然而，忍者大師要求布魯斯領軍去毀滅他的家鄉高譚市，認為城市罪惡猖獗之程度已達到無可救藥的地步。布魯斯不想當劊子手而拒絕繼續為聯盟賣命，點火引爆上方的火藥而炸毀整座宅邸，使忍者大師被塌方的殘骸砸死。布魯斯將撞昏的杜卡救至山下的村莊後，重新聯絡阿福乘坐私人飛機來接他回去高譚，決定通過所學的知識來打擊城市的貪腐犯罪，並認為一個恐懼象徵的“戲劇性效果”才能阻止罪惡滋生。
布魯斯經過七年的離家重返高譚，偽裝成遊民在城市各處搜集所需資料，由童年恐懼得來靈感而研發他的義警身份「蝙蝠俠」，並不再受恐懼影響而回去地下洞穴建立基地蝙蝠洞。布魯斯隨後開始接觸家族公司韋恩企業，當時被一名利益至上的主席威廉·厄爾掌管，布魯斯得到應用科技部門主管盧修斯·福克斯的協助，獲得多件高科技原型裝備，包括一套防護戰甲以及一輛造橋用的黑色裝甲車。布魯斯首次化身蝙蝠俠，抓獲即將帶毒品上岸的法爾康尼，同時放消息給城市少數的正直警察詹姆斯·高登將他逮捕，還為瑞秋提供能使法爾康尼定罪的確鑿證據。然而，長期與法爾康尼勾結的不法精神科醫師強納森·克萊恩，為了隱瞞自己的一批神秘毒貨走私上岸的機密，於是假借探望名義而讓法爾康尼吸入一種能使恐懼現實化的致幻毒氣，造成法爾康尼患上精神分裂後送至阿卡漢精神病院。
經過拷問與法爾康尼有勾結的腐警佛拉斯後，布魯斯追蹤克萊恩的毒貨至高譚市貧民窟「奈何島」，但調查時受克萊恩的毒氣伏擊而被迫撤退，被阿福救回家後由福克斯研發的解藥而倖免。隨後，瑞秋來到病院深入調查法爾康尼發瘋的起因時，同樣受克萊恩偷襲而中毒。痊癒的布魯斯到場緝拿克萊恩，發現他長期將毒氣配方污染進城市供水，甚至問出他的幕後主人是忍者大師。當警察趕來展開圍捕時，蝙蝠俠受高登的掩護、駕駛蝙蝠車帶瑞秋返回蝙蝠洞緊急注射解藥，讓阿福將她送回家後留下兩劑解藥；一劑給高登、另一劑大量生產。布魯斯趕回莊園中舉辦的生日宴會，但杜卡帶領聯盟現身，揭示自己為忍者大師本尊。布魯斯只能將所有客人打發走，再三表示他不會為聯盟的瘋狂理想賣命，忍者大師便縱火燒毀整座莊園使布魯斯受困，直到阿福及時趕回將他救至蝙蝠洞。
忍者大師引發大量阿卡漢病人脫逃引開警察，啟用一台從韋恩企業偷來的微波發射器來蒸發城市自來水管，藉以將混入自來水中的藥劑轉為毒氣而大範圍擴散。整座奈何島瞬間被毒氣籠罩，忍者大師將發射器載上單軌列車，全速駛往城市自來水中心所在的韋恩塔樓。布魯斯著裝開車抵達奈何島，營救困在暴民中央的瑞秋，並向她暗示自己的身份，隨即跟上列車去阻止忍者大師。高登照蝙蝠俠指示駕駛蝙蝠車率先趕到大樓前，開炮摧毀鐵道支柱切斷通路。布魯斯奮力擊敗自己的師傅，雖然拒絕殺他卻也拒絕救他後及時撤離，窮途末路的忍者大師隨著列車墜橋而葬身火海。
布魯斯買股份而成功搶回韋恩企業的控制權，福克斯接任董事會主席位置，並將厄爾掃地出門。瑞秋因此對布魯斯改觀且以他為傲，即使表示她不會和身為蝙蝠俠的他在一起。立大功的高登被晉升為警督，為蝙蝠俠展示呼叫專用的蝙蝠信號後，對他提到一名作惡多端、而每次犯案後都會留下一張鬼牌的神秘罪犯。蝙蝠俠答應會調查他，便跳下大樓消失於黑暗中。

## 演員
- 克里斯汀·貝爾 飾演 布魯斯·韋恩／蝙蝠俠（Bruce Wayne / Batman）：韋恩夫婦的獨子，童年時意外墜入家中莊園的水井而留下蝙蝠恐懼症。父母死在持槍搶劫的窮人手中，成年後親自入獄懲罰邪惡之人，經過多年遊走世界、克服恐懼與仇恨及接受嚴格訓練，他回歸高譚化身黑暗英雄蝙蝠俠來實行正義使命。

- 葛斯·路易斯 飾演 年幼的布魯斯。

- 麥可·凱恩 飾演 阿福·潘尼沃斯（Alfred Pennyworth）：服侍韋恩莊園多年的老管家，將布魯斯如同親生兒子看待，是布魯斯不可缺的心靈導師。演員麥可·凱恩親自想出阿福的過去經歷，他當管家前曾經在英國特種空勤團服過役，期間負傷後使他被湯瑪士·韋恩相中，得以成為韋恩家族最為信任的管家。

- 連恩·尼遜 飾演 亨利·杜卡／忍者大師（Henri Ducard / Ra's al Ghul）：神秘精英武術家，身為一個存在數千年的秘密結社影武者聯盟的幕後首領，一直以來靠秘密製造各種恐怖活動來消滅腐敗及罪惡[註 1]。他用臥底身份潛伏在布鲁斯·韋恩身邊給予指導，教導他如何面對進而克服自身的恐懼及仇恨，只在後來才公佈自己的真實身份。

- 凱蒂·荷姆斯 飾演 瑞秋·道斯（Rachel Dawes）：布魯斯的童年好友兼青梅竹馬，長大後成為高譚市地檢署的檢察官，自主獨立、勇敢堅強，正義感強大，多年試圖靠司法力量扳倒高譚惡勢力，無論如何都不肯對惡勢力低頭。

- 艾瑪·洛克哈特 飾演 年幼的瑞秋。

- 蓋瑞·歐德曼 飾演 詹姆斯·高登（Sgt. James Gordon）：高譚市警局的警佐，多年前當巡警時安慰過剛失去父母的布魯斯，對布魯斯造成非常大的影響。如今身為城市少數正義、拒絕收賄的執法人員，但他因為有家室且孤掌難鳴，因此不會主動向惡勢力找麻煩，直到蝙蝠俠出現讓他看到希望曙光，與蝙蝠俠成為彼此信任的盟友。

- 希里安·墨菲 飾演 強納森·克萊恩／稻草人（Dr. Jonathan Crane / Scarecrow）：一名心術不正的精神科醫生，精通精神藥理學，擔任阿卡漢精神病院的主管。對「恐懼」十分癡迷，開發出一種使人接觸心理恐懼的致幻毒氣配方，暗中和法爾康尼以及忍者大師有著密切來往，但並非聯盟成員。

- 湯姆·威金森 飾演 卡麥·法爾康尼（Carmine Falcone）：高譚市最有權勢的黑手黨大佬，在經濟蕭條時期用金錢權勢控制住高譚市警、政﹑法三界人士，以謀利他的不法勾當。他同時跟克萊恩和忍者大師的勢力共謀，協助他們走私毒品進城市，但並不知情對方的真實底細。

- 魯格·豪爾 飾演 威廉·厄爾（William Earle）：韋恩企業執行長兼董事主席，面熱心冷的商界高層，在布魯斯失蹤期間，計畫將公司股票放給最高買家。

- 渡邊謙 飾演 替身忍者大師（Decoy Ra's al Ghul）：一位影武者聯盟成員，負責在布魯斯面前頂替首領形象，身為掩飾杜卡真實身分的「代言人」。

- 摩根·弗里曼 飾演 盧修斯·福克斯（Lucius Fox）：韋恩企業應用科技部門的主管[5]，博學多才的他精通生物化學和機械工程，也是布魯斯已故父親生前的最好夥伴。他為成為蝙蝠俠的布魯斯提供技術支持，是少數他最信任的盟友。

其他演員包括馬克·布恩·朱尼爾飾演腐敗警探阿諾·佛拉斯，高登的搭檔，而賴瑞·霍登飾演高譚檢察官卡爾·芬奇（Carl Finch），瑞秋的上司。萊納斯·羅徹和莎拉·史都華分別飾演湯瑪士和瑪莎·韋恩（Thomas and Martha Wayne），布魯斯的已故父母。克林·麥克法蘭飾演警察局長吉利恩·B·洛布，克莉絲汀·亞當斯飾演潔西卡（Jessica），厄爾的女秘書；李察·布雷克飾演喬·齊爾（Joe Chill），殺害韋恩夫婦的兇手；愛爾蘭演員傑拉德·墨菲飾演高譚最高法院的腐敗法官斐登（Judge Faden）。其他配角包括蒂姆·布斯飾演維克多·薩斯（Victor Zsasz），罹患嚴重精神病的瘋狂連環殺手；雷德·瑟貝佳飾演在碼頭出沒、布魯斯走前見過面的窮人，他同時也身為首位遇見蝙蝠俠的民眾。而特別演出包括傑克·格利森飾演一名崇拜蝙蝠俠的奈何島小孩；格利森的加盟是受到克里斯汀·貝爾本人的推薦，他曾經和貝爾在2002年電影《火焰末日》合作過，而他參演這部電影之後便以著名電視劇《權力的遊戲》角色喬佛里·拜拉席恩而一舉成名。

## 製作
主體拍攝於2004年3月2日開始，拍攝地包含伦敦、冰岛和芝加哥。

## 主題分析
漫畫作家丹尼·芬格羅斯（Danny Fingeroth）認為，劇中強調的一個主題是布魯斯在尋找一位父親形象的替代者。阿福即是一位具有父親形象的角色，而福克斯是另一位冷靜、不被動搖、而且穩定的父親形象的角色。
芬格羅斯認為劇中另一主題是恐懼。導演克里斯托弗·诺兰說明這電影的包含的意義是“一個人能面對自己內心最深處的恐懼，然後試圖去成為這個恐懼。” 芬格羅斯則提出“一個心懷恐懼－但是終於能克服它的人”為主題。稻草人這角色就代表了恐懼。

## 榮格心理學
這部電影雖然是基於美國漫畫中蝙蝠俠的故事，但是由於應用了榮格的分析心理學，蝙蝠俠的心理被描寫的栩栩如生。劇本作者明示榮格分析心理學的應用：布魯斯·韋恩是自我、瑞秋是阿尼瑪，而布魯斯心中的陰影──「復仇」與「恐懼」之心理分別由忍者大師（Ra's al Ghul）與稻草人代表。
從表面看，是英雄打敗反派的老套，從分析心理學的角度來看，布魯斯經由瑞秋（阿尼瑪）的導引，阿尔弗莱德與福克斯等老智者的幫助下，戰勝自己心中復仇（忍者大師）與恐懼（稻草人）的陰影，成為打擊犯罪、捍衛正義的蝙蝠俠。

## 寫實化
|                   | 蝙蝠俠和其他的超級英雄不同的地方在於他並沒有擁有任何超能力，而是靠意志力和決心把自己訓練成一個打擊犯罪的正義使者，所以他也是一般人嚮往成為，也有可能成為的英雄人物。因為普通人絕對不可能變成綠巨人浩克，更不能變成超人，但是只要接受足夠的訓練，並付出最大的努力，任何人都可以成為蝙蝠俠。 |
| ——編劇大衛·S·高耶 | |

由於以往的蝙蝠俠電影中布魯斯·韋恩形象平面，非常無聊，編劇大衛·S·高耶（David S. Goyer）說：“如果我們成功的話，大家所談的將是、也是我們所努力企圖強調的是 － 觀眾真正關心布魯斯·韋恩，而不只是蝙蝠俠。”
導演克里斯多福·諾蘭談及主題：“很少超級英雄像蝙蝠俠這樣有目標與使命感，由於他父母於他年幼時的死亡的悲劇，他被不可思議的忿怒、憂愁與悲傷所驅使。對我而言他是最有吸引力的超級英雄，因為他並沒有擁有任何超能力，他是有人性的普通人。” 

雖然這是一部超級英雄電影，導演還是盡量讓片中的世界合理化，在此「高譚」被詮釋為一個黑道猖獗、司法沉淪的現代都市，與過去四集卡通化的描繪有著天壤之別，為了使觀眾相信蝙蝠俠是能真實存在的人物，將其裝備寫實化也是必須的。

### 蝙蝠車

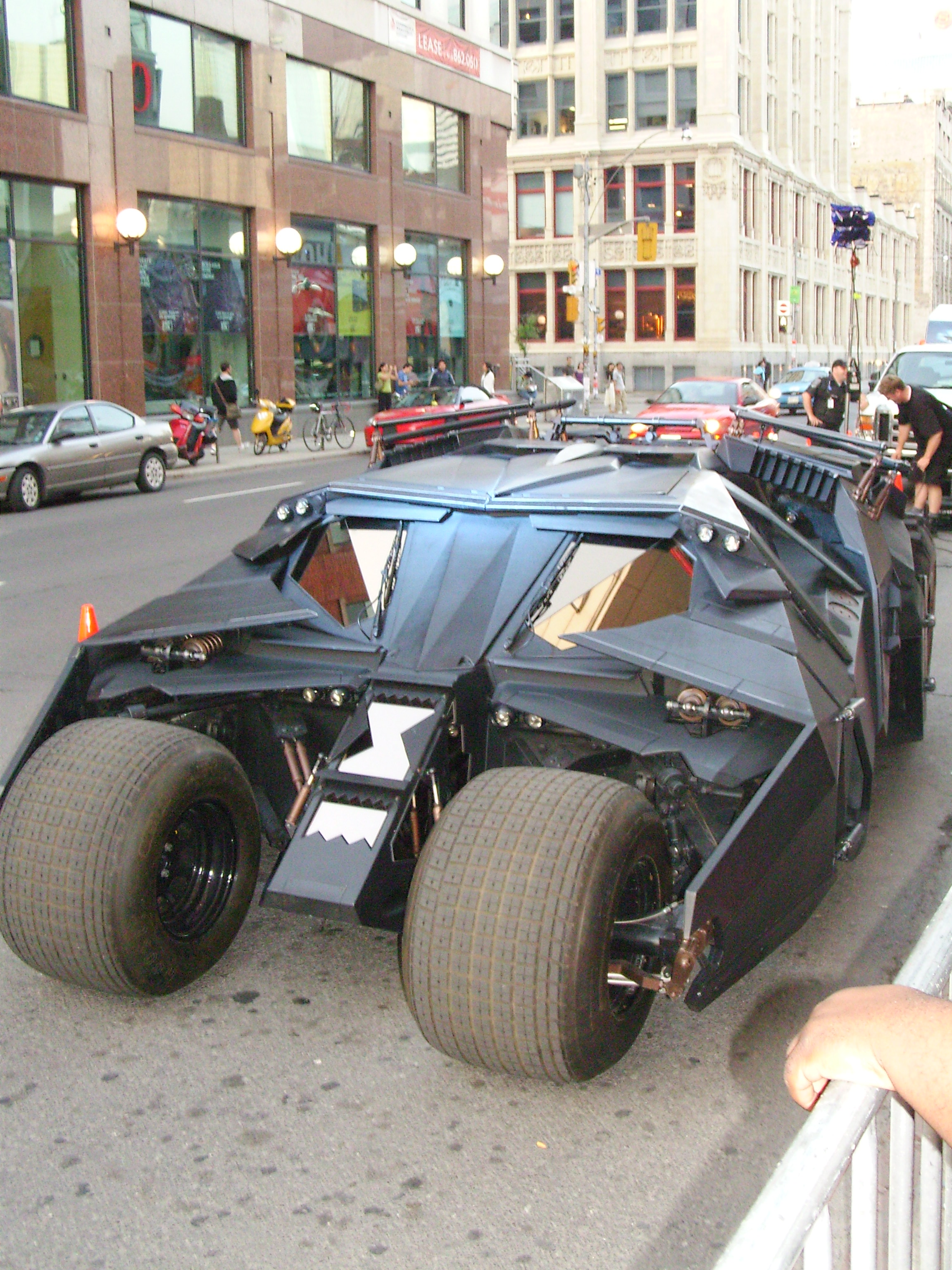
蝙蝠車

### 蝙蝠裝
蝙蝠裝由服裝設計師琳迪罕明設計，穿上去以後可以靈活活動，也可以穿著它演出高難度的動作及武打場面。

### 披風
記憶布料：一般情況下為普通布料，但通電可以改變外型。
因此只需事先將骨架設計好，經由手部通電裝置觸碰後即可成為滑翔翼。

## 發行

### 評價
《蝙蝠俠：開戰時刻》收穫了普遍影評人的好評。根據爛蕃茄上收集的268篇專業影評文章，其中226篇給出了「新鮮」的正面評價，「新鮮度」為84%，平均得分7.7分（滿分10分），而基於另一影評網站Metacritic上的41篇評論文章，其中30篇予以好評，0篇差評，11篇褒貶不一，平均分為70（滿分100）。此外，電影也同時受到了觀眾的讚譽。據CinemaScore調查，觀眾給與該片「A」的評分。

### 榮譽
2008年11月，《蝙蝠俠：開戰時刻》在帝國雜誌評選出的「有史以來最偉大的500部電影」中，名列第81名，而在2014年5月，電影在同樣由帝國雜誌選出的「有史以來最偉大的301部電影」中，讀者投票結果位居第138名。

## 備註
1. ↑  電影高潮段落中交代，聯盟曾經製造過公元541年的查士丁尼大瘟疫、1666年的倫敦大火、包括高譚市舊時代的經濟蕭條。